# (5103) Diviš
5103 Divis (1986 RP1) – planetoida z grupy pasa głównego asteroid okrążająca Słońce w ciągu 4,56 lat w średniej odległości 2,75 j.a. Odkryta 4 września 1986 roku.